# Licoreu
Segons la mitologia grega, Licoreu (en grec antic Λυκωρεύς) va ser un heroi, fill d'Apol·lo i de Corícia, una nimfa que havia donat el seu nom a una cova situada al Parnàs, a sobre de Delfos.
Licoreu va ser rei d'una ciutat anomenada Licorea, fundada per ell i situada al cim del Parnàs, on es diu que hi va parar l'arca de Deucalió a l'acabar el diluvi. Va tenir un fill, Híam, que va ser pare de Celeno. Aquesta heroïna va donar a Apol·lo un fill anomenat Delfos.